# Пшиленк (гміна)
Гміна Пшиленк (пол. Gmina Przyłęk) — сільська гміна у центральній Польщі. Належить до Зволенського повіту Мазовецького воєводства.
Станом на 31 березня 2021 у гміні проживало 5944 осіб.

## Площа
Згідно з даними за 2007 рік площа гміни становила 130.89 км², у тому числі:
- орні землі: 79.00%
- ліси: 11.00%

Таким чином, площа гміни становить 22.91% площі повіту.

## Населення
Станом на 31 березня 2021:
| Опис     | Загалом | Загалом | Чоловіки | Чоловіки | Жінки | Жінки |
| -------- | ------- | ------- | -------- | -------- | ----- | ----- |
| одиниця  | осіб    | %       | осіб     | %        | осіб  | %     |
| все      | 5944    | 100     | 2961     | 50.2     | 2983  | 49.8  |
| міське   | 0       | 100     | 0        |          | 0     |       |
| сільське | 5944    | 100     | 2961     | 50.2     | 2983  | 49.8  |

## Сусідні гміни
Гміна Пшиленк межує з такими гмінами: Вількув, Зволень, Полічна, Пулави, Хотча, Яновець.